# Untere Muldeaue
Untere Muldeaue este o arie protejată (arie specială de conservare — SAC, sit de importanță comunitară — SCI) din Germania întinsă pe o suprafață de 2.755 ha, integral pe uscat.

## Localizare
Centrul sitului Untere Muldeaue este situat la coordonatele 51°45′50″N 12°17′41″E / 51.7639°N 12.2947°E.

## Înființare
Situl Untere Muldeaue a fost declarat sit de importanță comunitară în octombrie 2000 pentru a proteja 20 de specii de animale. Situl a fost protejat și ca arie specială de conservare în decembrie 2018.

## Biodiversitate
Situată în ecoregiunea continentală, aria protejată conține 11 habitate naturale: Lacuri eutrofice naturale cu vegetație de tip Magnopotamion sau Hydrocharition, Cursuri de apă de la nivel de câmpie la nivel montan, cu vegetație Ranunculion fluitantis și Callitricho-Batrachion, Râuri cu maluri nămoloase cu vegetație de Chenopodion rubri p.p. și Bidention p.p., Pajiști calcaroase din nisipuri xerice, Liziere de ierburi înalte hidrofile de câmpie și de nivel montan până la alpin, Pajiști aluvionare inundabile, de Cnidion dubii, Fânețe de joasă altitudine (Alopecurus pratensis, Sanguisorba officinalis), Păduri de stejar sau de stejar și carpen sub-atlantice și medio-europene de Carpinion betuli, Păduri de stejar și carpen Galio-Carpinetum, Păduri aluvionare cu Alnus glutinosa și Fraxinus excelsior (Alno-Padion, Alnion incanae, Salicion albae), Păduri mixte riverane de Quercus robur, Ulmus laevis și Ulmus minor, Fraxinus excelsior sau Fraxinus angustifolia, de-a lungul marilor râuri (Ulmenion minoris).
La baza desemnării sitului se află mai multe specii protejate:
- amfibieni (2): buhai de baltă cu burta roșie (Bombina bombina), triton cu creastă (Triturus cristatus)
- mamifere (4): liliac cârn (Barbastella barbastellus), castor (Castor fiber), vidră de râu (Lutra lutra), liliac comun (Myotis myotis)
- nevertebrate (6): croitorul mare al stejarului (Cerambyx cerdo), Graphoderus bilineatus, rădașcă (Lucanus cervus), phengaris nausithous (Maculinea nausithous), Ophiogomphus cecilia, Osmoderma eremita Complex
- pești (8): avat (Aspius aspius), Cobitis taenia Complex, Lampetra fluviatilis, cicar (Lampetra planeri), țipar (Misgurnus fossilis), boarță (Rhodeus amarus), Romanogobio belingi, somonul (Salmo salar)

Pe lângă speciile protejate, pe teritoriul sitului au mai fost identificate 11 specii de plante, 8 specii de amfibieni, 9 specii de mamifere, 9 specii de nevertebrate, 9 specii de pești, 3 specii de reptile.